# Золотокіс рудоголовий
Золотокіс рудоголовий (Cossypha natalensis) — вид горобцеподібних птахів родини мухоловкових (Muscicapidae). Мешкає в Африці на південь від Сахари.

## Опис

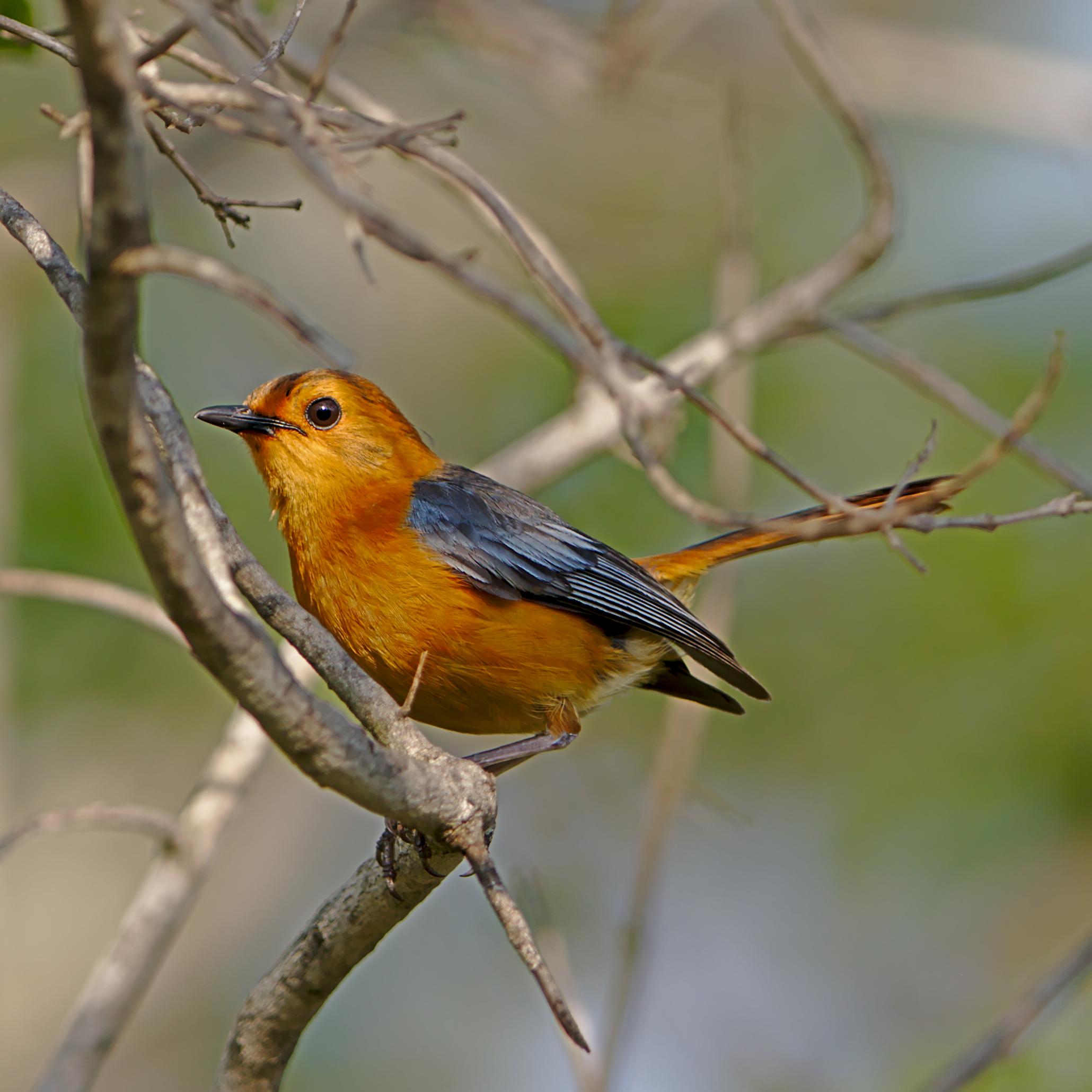
Рудоголовий золотокіс (заповідник Ітхала, Квазулу-Наталь, ПАР)

Рудоголовий золотокіс має темно-руде забарвлення, його крила сірі, хвіст темно-сірий.

## Підвиди
Виділяють три підвиди:
- C. n. larischi Meise, 1958 — поширений від Нігерії до північної Анголи;
- C. n. intensa Mearns, 1913 — поширений вд південного сходу ЦАР до південного Сомалі, південної та східної Анголи та північного сходу ПАР;
- C. n. natalensis Smith, A, 1840 — поширений на сході ПАР.

## Поширення і екологія
Рудоголові зелотокоси живуть в сухих тропічних лісах, в сухій савані та чагарникових заростях.